# Haszek i jego Szwejk
Haszek i jego Szwejk (ros. Большая дорога, cz. Velká cesta) – radziecko-czechosłowacka komedia wojenna z 1962 roku w reżyserii Jurija Ozierowa.

## Obsada
- Josef Abrhám jako Jaroslav Hašek
- Rudolf Hrušínský jako Josef Strašlipka / Szwejk
- Jaroslav Marvan jako generał Václav
- František Filipovský jako kapitan
- Jurij Jakowlew jako porucznik Poliwanow
- Nikołaj Grińko jako dowódca brygady
- Oleg Borisow jako Mitka
- Siergiej Filippow jako burmistrz
- Josef Hlinomaz jako oberżysta
- Karel Effa jako arcyksiążę Franciszek Ferdynand
- Míla Myslíková jako żona arcyksięcia
- Josef Kemr jako szpicel
- Jewgienij Szutow jako żołnierz
- Boris Andriejew jako żołnierz